# Patek Philippe Calatrava
Pour les articles homonymes, voir Calatrava.

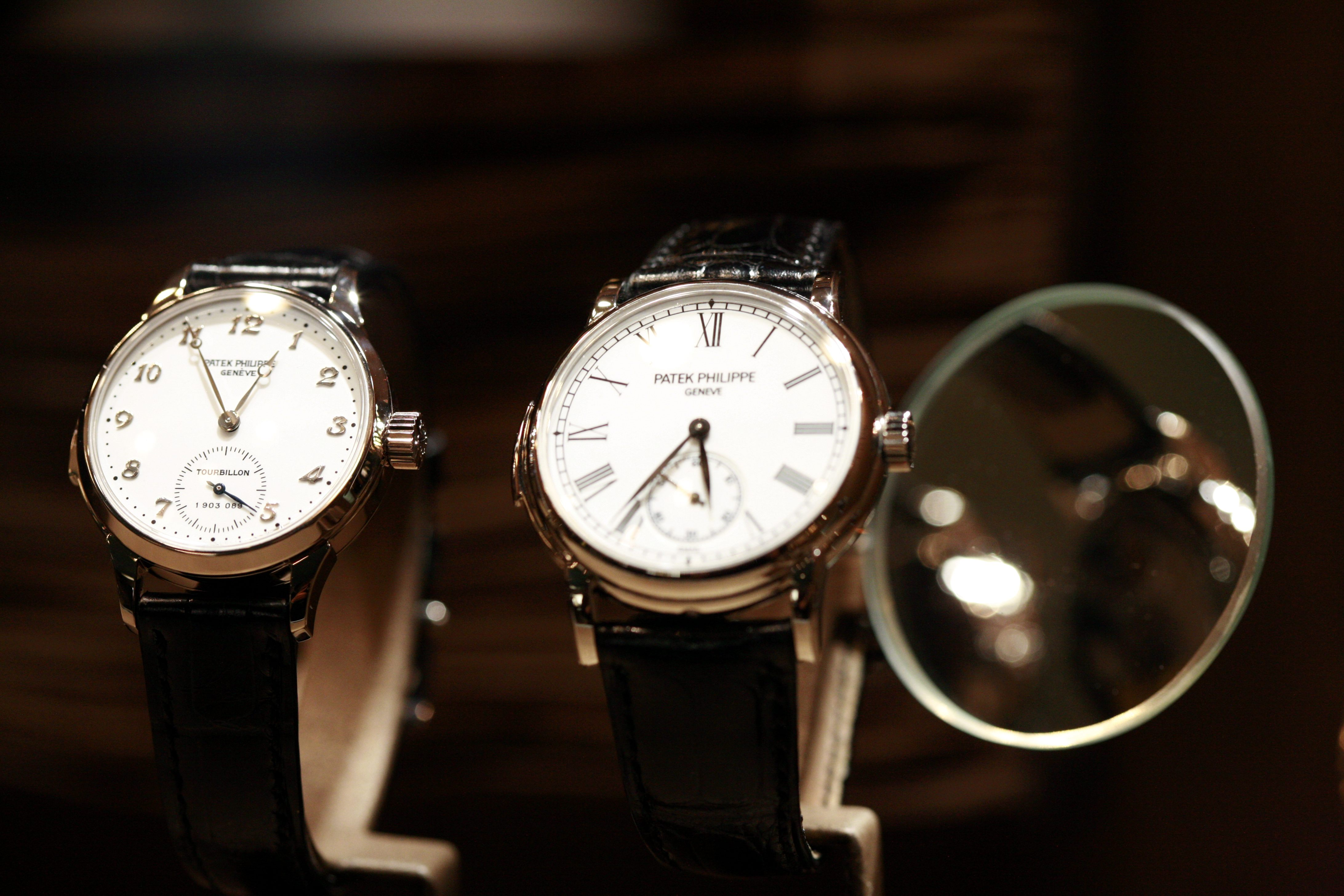
Deux des nombreuses versions de la Calatrava

Les Patek Philippe Calatrava sont une lignée de montres-bracelets produites depuis 1932 par Patek Philippe, prestigieuse manufacture d'horlogerie suisse.

## Origine
La Calatrava est créée dans un contexte historique où la montre de gousset traditionnelle commence à perdre de sa popularité. La montre-bracelet, jusque là plutôt destinée aux femmes, devient aussi un objet masculin. Patek Philippe, spécialisé jusque-là dans les montres à gousset à complications, entame un virage en lançant la Calatrava, une montre-bracelet de style habillé, au mouvement assez simple, n'indiquant que l'heure.

## Style
La première Calatrava (référence 96), pose un style maintenant par les générations suivantes, et qui a défini, pour des décennies, l'archétype de la montre d'homme destinée aux occasions mondaines. Elle est assez petite, fine, et son cadran est épuré, privilégiant la lisibilité. On peut la rattacher à l'échelle de design Bauhaus,.

## Générations successives
Les montres de bracelet à remontage automatique se répandent dans les années 60. Cependant, Patek Philippe est longtemps récalcitrant à installer dans la calatrava un mouvement automatique, car cela imposait d'augmenter son épaisseur. Finalement, en 1977, la forme lance un mouvement automatique à microrotor, qui permet d'avoir le remontage automatique dans la même épaisseur qu'un mouvement à remontage manuel.